# Alexander Kronlund
 Alexander Kronlund es un letrista y productor musical sueco. Kronlund surgió en la industria de la música en el año 2000, luego de coescribir canciones para Oops!... I Did It Again, el segundo álbum de estudio de la cantante estadounidense Britney Spears. Desde entonces ha coescrito canciones para artistas pop de éxito internacional, como Backstreet Boys, 'N Sync y Robyn.

## Discografía

### 2000
- Britney Spears — Oops!... I Did It Again — «Lucky»
- Britney Spears — Oops!... I Did It Again — «Don’t Go Knockin' on My Door»

### 2002
- Robyn — Don't Stop the Music — «Don't Stop the Music»

### 2005
- Britney Spears — Britney & Kevin: Chaotic — «Over to You Now»

### 2008
- Cyndi Lauper — Bring Ya to the Brink — «Rain on Me»
- Cyndi Lauper — Bring Ya to the Brink — «Can't Breathe»
- Lesley Roy — Unbeautiful — «I'm Gone, I'm Going»
- Britney Spears — Circus — «If U Seek Amy»

### 2010
- The Saturdays — Headlines! — «Missing You»
- Erik Hassle — Pieces — «Standing Where You Left Me»
- Robyn — Body Talk Pt. 2 — «Include Me Out»

### 2011
- Britney Spears — Femme Fatale — «Till the World Ends»[1]